# Alex amaura
Alex amaura är en fjärilsart som beskrevs av Louis Beethoven Prout 1925. Alex amaura ingår i släktet Alex och familjen mätare. Inga underarter finns listade i Catalogue of Life.